# Forles
Forles is een plaats (freguesia) in de Portugese gemeente Sátão en telt 93 inwoners (2001).